# RasMol
RasMol és un programa de visualització molecular per a la representació i exploració de les estructures de les macromolècules biològiques, com ara les que es troben al Protein Data Bank. Va ser desenvolupat originalment per Roger Sayle a principis dels anys noranta.
Històricament fou una eina molt important per als biòlegs moleculars, perquè els permetia executar un programa d'aquestes característiques en ordinadors modestos. Abans del RasMol, eren necessàries estacions gràfiques de treball que no eren fàcilment accessibles, especialment per als estudiants.
RasMol té un historial de versions de llicències complex. A partir de la versió 2.7 de la sèrie, el codi font de RasMol té una doble llicència sota una Llicència Pública General de GNU (GPL) o una llicència personalitzada RASLIC. A partir de la versió 2.7.5, la GPL és l'única llicència vàlida per a distribucions binàries.
Amb un programa d'alineació de seqüències múltiples, la classe Java responsable es pot utilitzar lliurement en altres aplicacions. Des de la versió 2.7, juntament amb programes com el PyMol o el Jmol, és una de les poques aplicacions lliures d'aquest tipus. El programa, com molts d'aquestes característiques, inclou un llenguatge de seqüències per a manipular les molècules i automatitzar certs processos.